# IRB Junior Player of the Year
IRB Junior Player of the Year – nagroda przyznawana przez IRB, organizację zarządzającą rugby union, najlepszemu według panelu ekspertów młodemu zawodnikowi tej dyscypliny sportu.
Pierwszy raz przyznana została w 2001 roku podczas inauguracji IRB Awards, przez kolejne lata otrzymywali ją dwaj zawodnicy (w wieku poniżej 19 i 21 lat) w związku z organizowaniem mistrzostw świata w tych kategoriach wiekowych. Po reorganizacji tych rozgrywek w 2008 roku i utworzeniu mistrzostw świata juniorów dla reprezentacji U-20 ponownie przyznawana była jedna nagroda poprzedzona wskazaniem kilku nominowanych.

## IRB Young Player of the Year
- 2001 Gavin Henson  Walia U-19[2]

## IRB U19 Player of the Year
- 2002 Luke McAlister  Nowa Zelandia U-19[3] (nominacje: Ben Atiga, Toby Morland)[4]
- 2003 Jean-Baptiste Peyras-Loustalet  Francja U-19[5]
- 2004 Jeremy Thrush  Nowa Zelandia U-19[6] (nominacje: Fabien Cibray, Mikaele Tuu'u)[7]
- 2005 Isaia Toeava  Nowa Zelandia U-19[8] (nominacje: Alistair Hargreaves, Mahlatse Ralepelle)[9]
- 2006 Josh Holmes  Australia U-19[10] (nominacje: Anthony Faingaʻa, Victor Vito)[11]
- 2007 Robert Fruean  Nowa Zelandia U-19[12] (nominacje: Johan van Deventer, Gerrit-Jan van Velze)[13]

## IRB U21 Player of the Year
- 2002 Pat Barnard  Południowa Afryka U-21[14] (nominacje: Clyde Rathbone, Sam Tuitupou)[4]
- 2003 Ben Atiga  Nowa Zelandia U-21[15]
- 2004 Jerome Kaino  Nowa Zelandia U-21[16] (nominacje: Jamie Heaslip, Luke McAlister)[7]
- 2005 Tatafu Polota-Nau  Australia U-21[17] (nominacje: Derick Kuün, Thabang Molefe)[9]
- 2006 Lionel Beauxis  Francja U-21[18] (nominacje: Keegan Daniel, Digby Ioane)[11]

## IRB Junior Player of the Year
- 2008 Luke Braid  Nowa Zelandia U-20[19] (nominacje: Chris Smith, Joe Simpson)[20]
- 2009 Aaron Cruden  Nowa Zelandia U-20[21] (nominacje: Carl Fearns, Richard Kingi, Winston Stanley)[22]
- 2010 Julian Savea  Nowa Zelandia U-20[23] (nominacje: Tyler Bleyendaal, Robbie Coleman, Ignacio Rodríguez Muedra)[24]
- 2011 George Ford  Anglia U-20[25] (nominacje: Sam Cane, Luke Whitelock)[26]
- 2012 Jan Serfontein  Południowa Afryka U-20[27] (nominacje: JJ Hanrahan, Shaun Adendorff)[28]
- 2013 Sam Davies  Walia U-20[29] (nominacje: Jack Clifford, Ardie Savea)[30]
- 2014 Handré Pollard  Południowa Afryka U-20[31] (nominacje: Nathan Earle, Garry Ringrose, Tevita Li)[32]